# Weronika Gogola
Weronika Gogola (ur. 1988 w Nowym Sączu) – polska pisarka i tłumaczka.
Absolwentka ukrainoznawstwa na Uniwersytecie Jagiellońskim. Tłumaczyła książki słowackich autorów: Maroša Krajňaka i Jána Púčeka. Za debiutancką książkę Po trochu (Książkowe Klimaty, Wrocław 2017) otrzymała w 2018 roku Nagrodę Conrada i Nagrodę Literacką ArtRage oraz została nominowana do Nagrody Literackiej „Nike”.

## Twórczość
- Po trochu, 2017
- Ufo nad Bratysławą, 2021[4]